# ベルビア
ベルビア（英語: Velvia）は、富士フイルムのカラーリバーサルフィルムのブランド「フジクローム」を冠する銘柄のシリーズである。

## 略歴・概要
1990年（平成2年）3月、フジクロームベルビア（デイライトタイプ、ISO50）の製造販売を開始した。1983年（昭和58年）3月に発表された「ニューフジクローム」のうち、「フジクローム50プロフェッショナルD」（デイライト、感度ISO50）が、同製品に先行する同一ISO感度（ISO50）、同一色温度（デイライトタイプ）のカラーリバーサルフィルムである。
2003年（平成15年）6月、「フジクロームベルビア」に加えて、フジクロームベルビア100Fおよびフジクロームベルビア100を発売、ベルビアは3タイプとなる。1978年（昭和53年）10月発売の「フジクローム100プロフェッショナル タイプD」（デイライト、ISO100）、1983年3月発売の「フジクローム100プロフェッショナルD」（デイライト、感度ISO100）が、これら2製品に先行する同一ISO感度（ISO50）、同一色温度（デイライトタイプ）のカラーリバーサルフィルムである。同年6月、欧州映像音響協会（EISA）およびテクニカル・イメージ・プレス・アソシエーション（TIPA）で、「フジクロームベルビア100F」が受賞する。同年6月、フジクローム系では「アスティア100F」も発売されており、開発者たちは「ベルビア100F」「ベルビア100」「アスティア100F」は、「色再現性」「像構造画質」「画像堅牢性」の3点を飛躍的に進化させたカラーリバーサルフィルムであると述べている。
2006年（平成18年）2月、「フジクロームベルビア」は、一部原材料の入手困難のため製造中止する。「フジクロームベルビア100F」および「フジクロームベルビア100」のみの販売となる。
2007年（平成19年）3月15日、「フジクロームベルビア」の後継製品としてフジクロームベルビア50を発表、120フィルムと220フィルム、シートフィルムの4×5in判、8×10in判、5×7in判、4×5inクイックロードの販売を翌4月15日から開始した。同年11月22日には、「フジクロームベルビア50」135フィルムの製造販売開始を発表、12月16日に発売した。
同年4月、東京・銀座に「ベルビア」の名を冠した商業テナントビル「銀座Velvia館」（東京都中央区銀座2-4-6）がオープン。同地は、1949年（昭和24年）から1969年（昭和44年）までの間、富士フイルム（当時富士写真フイルム）の本社所在地であった。
2010年（平成22年）4月1日、富士フイルムは、同日改正された化学物質の審査及び製造等の規制に関する法律（化審法）で、ペルフルオロオクタンスルホン酸（PFOS）が第一種特定化学物質に指定されたことを受け、同成分を含有した製品を同日現在は製造していないこと、および過去には製造していたもののリストを発表した。ベルビアに限っていえば、「フジクロームベルビア」の2000年9月-2006年2月製造分、「フジクロームベルビア50」の2007年2月-2010年2月製造分に、それぞれPFOSが含有されていることを明らかにした。

## 製品

### 50
ベルビア50（ベルビアごじゅう、英語: Velvia 50）は、2007年（平成19年）4月15日に発売された富士フイルムのカラーリバーサルフィルム、写真フィルムである。

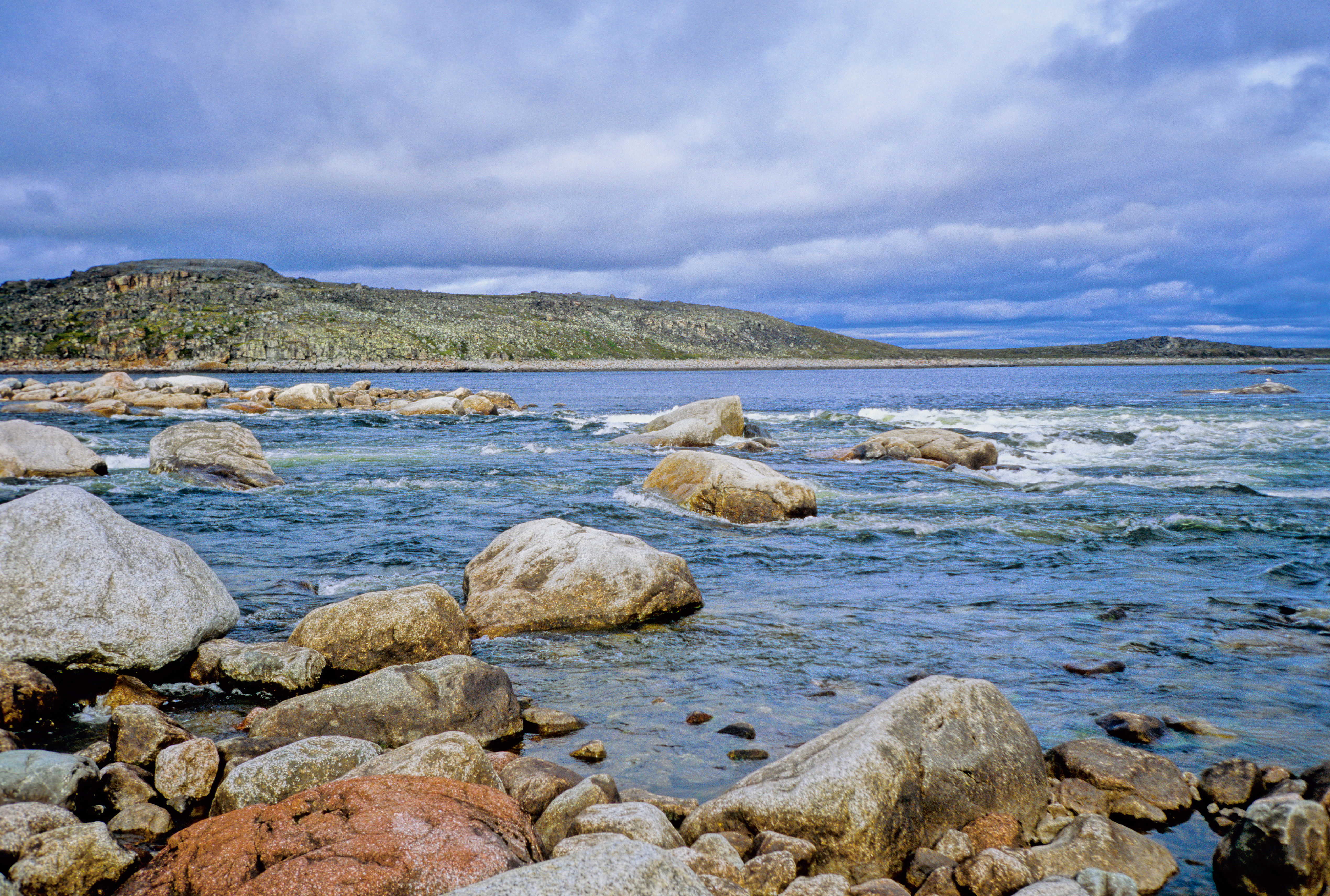
ベルビア50で撮影したスライド写真。

同製品は、2006年（平成18年）2月に販売中止した「フジクロームベルビア」の後継製品として、翌2007年に発売された。「フジクロームベルビア」の入手困難となった原材料の代替物を開発し、「フジクロームベルビア」に近いフィルムを実現した。
粒状性はRMS:9であり、色相再現においては赤緑色強調のイメージカラー、被写体は風景・ネイチャー等に合い、とくに夕景・緑色の描写に際立つ特徴をもつ。蛍光灯適性はグリーンにかぶりやすい傾向がある。
タングステン光下では、「富士色温度変換フィルターLBB-12」、あるいは「ラッテンフィルターNo. 80A」を必要とする。
ロールフィルムについては、135フィルムでは厚さ0.127mm、120・220フィルムでは厚さ0.098mmのセルローストリアセテートを支持体とし、4×5in判（シノゴ）、5×7in判（ゴシチ）と8×10in判（バイテン）のシートフィルムでは、厚さ0.175mmのポリエステルを支持体とする。
現像処理は、「フジクロームフィルムプロセスCR-56」を同社は指定しており、これはコダックのカラーリバーサルフィルム「エクタクローム」現像処方である「E-6現像」と互換性があり、同社は後者の処方でも現像可能であると明言している。
2010年（平成22年）4月1日、富士フイルムは、同製品の2007年2月-2010年2月製造分に、化審法が第一種特定化学物質に指定した有害物質PFOSが含有されていることを明らかにし、同年4月以降は含有しない製品の生産を続行すると発表した。
小型映画用フィルムを製造販売するサードパーティであるドイツのヴィットナー・シネテックは、本製品を原反にスーパー8およびダブル8用フィルム「ヴィットナークロームV50D」を、日本のレトロエンタープライズとドイツのGKフィルムの2社が共同開発したスーパー8およびシングル8用フィルム「シネビア50Dプロフェッショナル」を製造販売している。

### 100F
ベルビア100F（ベルビアひゃくエフ、英語: Velvia 100F）は、2003年（平成15年）に発売された富士フイルムのカラーリバーサルフィルム、写真フィルムである。

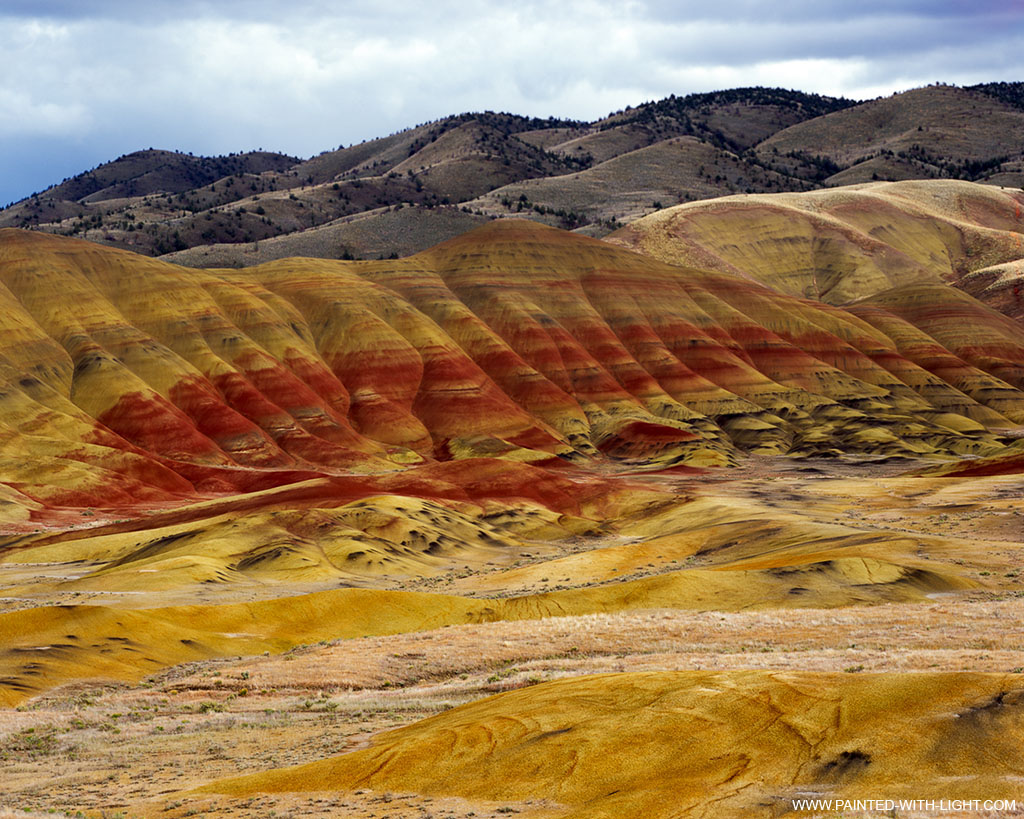
ベルビア100Fで撮影したスライド写真。

粒状性はRMS:8であり、色相再現においては忠実発色のリアルカラー、被写体は風景・商品、あるいはドキュメンタリー写真等、鮮やかな発色を必要とする場合に最適である。蛍光灯適性はグリーンにかぶりにく、画像保存性においては「フジクロームベルビア」対比で約2-3倍である。
ロールフィルムについては、135フィルムでは厚さ0.127mm、120・220フィルムでは厚さ0.098mmのセルローストリアセテートを支持体とし、4×5in判（シノゴ）、5×7in判（ゴシチ）と8×10in判（バイテン）のシートフィルムでは、厚さ0.175mmのポリエステルを支持体とする。
現像処理は、「フジクロームベルビア」「フジクロームベルビア50」「フジクロームベルビア100」同様、「フジクロームフィルムプロセスCR-56」およびコダックのカラーリバーサルフィルム「エクタクローム」現像処方である「E-6現像」を指定している。
同製品は、発売の年の6月、欧州映像音響協会（EISA）およびテクニカル・イメージ・プレス・アソシエーション（TIPA）でダブル受賞している。
2015年現在、4×5in判と8×10in判のシートフィルムのみ販売中であるが、これも2017年3月には生産終了となる予定である。

### 100
ベルビア100（ベルビアひゃく、英語: Velvia 100）は、2003年（平成15年）に発売された富士フイルムのカラーリバーサルフィルム、写真フィルムである。

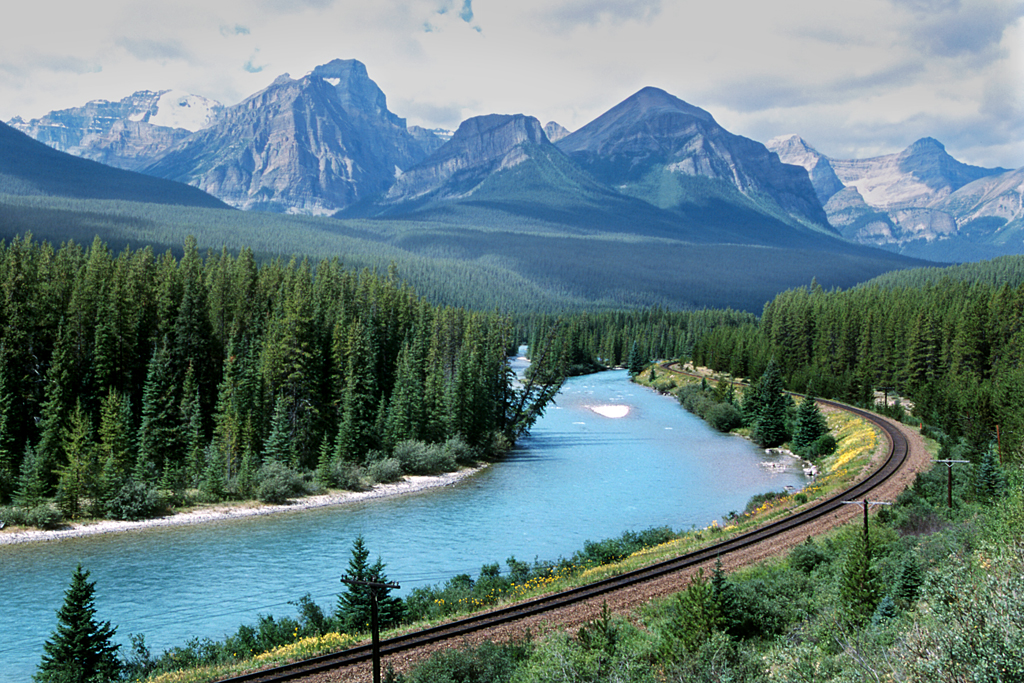
ベルビア100で撮影したスライド写真。

粒状性はベルビアラインでは初めてRMS:8を実現、色相再現においては赤緑色強調のイメージカラー、被写体は風景・ネイチャー等に合い、とくに夕景・緑色の描写に際立つ特徴をもつ。「ベルビア100F」よりも「ベルビア50」に似た傾向のフィルムであるが、蛍光灯適性はややグリーンにかぶりにくい点が異なっており、新カプラーを採用したことで画像保存性においても「フジクロームベルビア」対比で約2-3倍である。
ロールフィルムについては、135フィルムでは厚さ0.127mm、120・220フィルムでは厚さ0.098mmのセルローストリアセテートを支持体とする。
現像処理は、「フジクロームベルビア」「フジクロームベルビア50」同様、「フジクロームフィルムプロセスCR-56」およびコダックのカラーリバーサルフィルム「エクタクローム」現像処方である「E-6現像」を指定している。

## フィルムシミュレーション
富士フイルムのデジタルカメラの2009年以降の製品（FinepixF200EXRやS100FS、Xシリーズ全機種）では、「フィルムシミュレーションモード」の中に「Velvia(ビビッド)」として同じ名称が使われているが、同名のフィルムを模倣したものではなく、そのフィルムの色を再現するものではない。